# 아쿠마
아쿠마(悪魔, Akuma)는 캡콤의 대전 격투 게임 시리즈 《스트리트 파이터》에 등장하는 가상의 악당이다. 일본 명칭은 고우키(豪鬼, Gouki)이다.
아쿠마는 1994년 《슈퍼 스트리트 파이터 II 터보》에서 숨겨진 보스로서 처음 등장했으며, 류와 켄의 스승인 고우켄의 친동생이다. 스스로를 '권의 극에 달한 자'로 칭하며, 류와 켄이 사용하는 파동권과 승룡권 등의 권법들을 더 강력한 변형기술로 사용하는 것이 특징이다. 파동권을 공중에서 사용할 수 있으며 '아수라섬공'이라는 순간이동 기술도 사용할 수 있다.

## 출연

### 스트리트 파이터
아쿠마는 《스트리트 파이터 II》의 다섯 번째 판인 《슈퍼 스트리트 파이터 II 터보 (1994)》에서 처음 등장했다.

### 기타 비디오 게임
아쿠마는 남코의 격투 게임 《철권 7》에서 등장하는데, 스토리 모드에서 미시마 카즈미의 의뢰로 그의 남편인 헤이하치와 카즈야를 살해하기 위해 나타난다. 아케이드 모드에선 특정 조건 만족시 원래 최종 보스인 카즈미를 대신해서 마지막 상대로서 등장한다.